# 龍爪塔
龍爪塔位於四川省達川市西外鎮，文物遺址年代判定為清。1991年4月16日公佈為四川省第三批文物保護單位。